# Benedikt Höwedes
Benedikt Höwedes (ur. 29 lutego 1988 w Haltern am See) – niemiecki piłkarz, który występował na pozycji środkowego obrońcy. Złoty medalista Mistrzostw Świata w 2014 roku. W latach 2011–2017 wielokrotny reprezentant Niemiec. Większość swojej kariery spędził w niemieckim FC Schalke 04.

## Kariera klubowa
Höwedes jest wychowankiem klubu TuS Haltern, z jego rodzinnej miejscowości. Następnie trafił do SG Herten-Langenbochum. W 2000 roku dołączył do drużyny juniorów FC Schalke 04. W 2006 roku przeszedł do kadry rezerw, która uczestniczyła w rozgrywkach Oberligi, a w 2007 roku został przesunięty do kadry pierwszego zespołu. 6 października 2007 zadebiutował w Bundeslidze w przegranym 0:2 spotkaniu z Karlsruher SC. 19 października 2008 zdobył swojego pierwszego gola w lidze, a Schalke zremisowało 1:1 z drużyną Hamburger SV.
30 sierpnia 2017 roku został wypożyczony do Juventusu.
31 lipca 2018 Lokomotiw Moskwa ogłosił, że podpisał z Höwedesem 4-letni kontrakt.
31 lipca 2020 roku zakończył  piłkarską karierę.
| Sezon   | Klub                 | Kraj   | Rozgrywki     | Mecze | Bramki |
| ------- | -------------------- | ------ | ------------- | ----- | ------ |
| 2007/08 | FC Schalke 04        | Niemcy | Bundesliga    | 6     | 0      |
| 2008/09 | FC Schalke 04        | Niemcy | Bundesliga    | 24    | 2      |
| 2009/10 | FC Schalke 04        | Niemcy | Bundesliga    | 33    | 3      |
| 2010/11 | FC Schalke 04        | Niemcy | Bundesliga    | 30    | 1      |
| 2011/12 | FC Schalke 04        | Niemcy | Bundesliga    | 22    | 1      |
| 2012/13 | FC Schalke 04        | Niemcy | Bundesliga    | 32    | 0      |
| 2013/14 | FC Schalke 04        | Niemcy | Bundesliga    | 19    | 1      |
| 2014/15 | FC Schalke 04        | Niemcy | Bundesliga    | 28    | 2      |
| 2015/16 | FC Schalke 04        | Niemcy | Bundesliga    | 15    | 1      |
| 2016/17 | FC Schalke 04        | Niemcy | Bundesliga    | 31    | 1      |
| 2017/18 | Juventus F.C. (wyp.) | Włochy | Serie A       | 3     | 1      |
| 2018/19 | Lokomotiw Moskwa     | Rosja  | Priemjer-Liga | 17    | 3      |
| 2019/20 | Lokomotiw Moskwa     | Rosja  | Priemjer-Liga | 18    | 0      |

## Kariera reprezentacyjna
Benedikt Höwedes ma za sobą występy w młodzieżowej reprezentacji Niemiec, w której zadebiutował 15 listopada 2005 roku w meczu przeciwko Słowacji. Grał również w reprezentacji U-19. W latach 2007–2010 występował w reprezentacji U-21. 29 maja 2011 zadebiutował w dorosłej reprezentacji w wygranym 2:1 towarzyskim meczu z Urugwajem.

## Sukcesy

### Reprezentacja
- Mistrzostwa Świata 2014:  Złoto

### Schalke Gelsenkirchen
- Puchar Niemiec: 2010/11
- Superpuchar Niemiec: 2011

### Juventus Turyn
- Mistrzostwo Włoch: 2017/18
- Puchar Włoch: 2017/18

### Lokomotiw Moskwa
- Puchar Rosji: 2018/19
- Superpuchar Rosji: 2019

## Odznaczenia
- Srebrny Liść Laurowy (2014)[3]